# Боарио (Бергамо)
Боарио је насеље у Италији у округу Бергамо, региону Ломбардија.
Према процени из 2011. у насељу је живело 286 становника. Насеље се налази на надморској висини од 1073 м.